# Zeki Sezer
Mehmet Zeki Sezer, né le 12 avril 1957 à Eskişehir, est un ingénieur et homme politique turc. 

## Biographie
Député de la Grande assemblée nationale de Turquie en 1999, il est vice-président du Parti de la gauche démocratique (DSP) en 2001, avant d'en être élu président en 2004 après la démission de Bülent Ecevit. Après l'échec du parti aux élections locales de 2009, il quitte la présidence de celui-ci.